# Söngvakeppnin 2020
Der 30. Söngvakeppnin 2020 fand am 29. Februar 2020 in Laugardalshöllin in Reykjavík statt und war der isländische Vorentscheid für den Eurovision Song Contest 2020 in Rotterdam (Niederlande). Ausstrahlender Fernsehsender war wie immer Ríkisútvarpið (RÚV). Daði og Gagnamagnið gewannen mit ihrem Lied Think About Things.

## Format

### Konzept
Am 13. September 2019 bestätigte die öffentlich-rechtliche Rundfunkanstalt Ríkisútvarpið (RÚV) seine Teilnahme am Eurovision Song Contest 2020.
Wie im vergangenen Jahr werden auch 2020 zehn Teilnehmer am Wettbewerb teilnehmen. Sie werden auf zwei Halbfinale aufgeteilt, indem jeweils fünf Interpreten auftreten werden. In diesem müssen die Interpreten ihr Lied dann auf Isländisch vorstellen. Von den fünf Teilnehmern qualifizieren sich jeweils zwei für das Finale, wobei das Ergebnis der Halbfinale zu 50 % per Juryvoting und zu 50 % per Televoting bestimmt wird. Ebenfalls behält RÚV das Recht, eine Wildcard für das Finale zu vergeben. Somit werden im Finale dann zwischen vier bis fünf Teilnehmer auftreten. Dort haben die Interpreten dann freie Sprachwahl und es wird dann zwei Abstimmungsrunden geben. In der ersten Runde werden zu 50 % per Televoting und zu 50 % per einer zehnköpfigen internationalen Jury zwei Lieder für das Super-Finale bestimmt. In der zweiten Runde bestimmten die Zuschauer dann die Platzierungen, wobei die Stimmen des Televotings aus der ersten Runde allerdings mit ins Endergebnis eingerechnet werden. Dort entscheidet sich dann somit, wer Island beim Eurovision Song Contest 2020 repräsentieren wird.
Der britische Choreograf Lee Proud wird die künstlerische Leitung und die Choreographie des Vorentscheides übernehmen. Kristjana Stefánsdóttir wird für die musikalische Leitung verantwortlich sein.

### Beitragswahl
Vom 13. September bis zum 17. Oktober 2019, 23:59 Uhr hatten Komponisten die Gelegenheit, einen Beitrag beim isländischen Fernsehen RÚV einzureichen. Insgesamt wurden 157 Lieder eingereicht, das sind 25 Beiträge mehr als im vergangenen Jahr. Eine siebenköpfige Jury bestehend aus Vertretern von RÚV, dem Verband isländischer Musiker und dem Verband isländischer Komponisten und Texter werden aus den eingereichten Beiträge zehn Beiträge auswählen.

## Teilnehmer
Die zehn Interpreten und deren Lieder wurden am 18. Januar 2020 in Form einer speziellen Sendung vorgestellt.
| Interpret                 | Lied Musik (M) und Text (T) | Lied Musik (M) und Text (T) | Übersetzung (Inoffiziell) | Übersetzung (Inoffiziell)     |
| Interpret                 | Isländischer Titel | Englischer Titel | Isländischer Titel        | Englischer Titel              |
| ------------------------- | --- | --- | ------------------------- | ----------------------------- |
| Brynja Mary               | Augun þín M: Brynja Mary Sverrisdóttir, Lasse Qvist; T: Kristján Hreinsson                                                          | In Your Eyes M: Brynja Mary Sverrisdóttir, Lasse Qvist; T: Brynja Mary Sverrisdóttir                                                | Deine Augen               | In deinen Augen               |
| Daði Freyr og Gagnamagnið | Gagnamagnið M/T: Daði Freyr | Think About Things M/T: Daði Freyr                                                                                                  | Die Datenmenge            | Über Dinge denken             |
| DIMMA                     | Almyrkvi M: DIMMA; T: Ingó Geirdal                                                                                                  | – | Finsternis                | –                             |
| Elísabet                  | Elta þig M: Elísabet Ormslev, Zoe Ruth Erwin; T: Daði Freyr                                                                         | Haunting M: Elísabet Ormslev, Zoe Ruth Erwin; T: Zoe Ruth Erwin                                                                     | Dich verfolgen            | Verfolgen                     |
| Hildur Vala               | Fellibylur M: Hildur Vala, Jón Ólafsson; T: Bragi Valdimar Skúlason                                                                 | – | Hurrikan                  | –                             |
| Iva                       | Oculis videre M/T: Íva Marín Adrichem, Richard Cameron                                                                              | Oculis videre 1 M: Íva Marín Adrichem, Richard Cameron; T: Richard Cameron                                                          | Augen können sehen        | Augen können sehen            |
| Ísold & Helga             | Klukkan tifar M: Birgir Steinn Stefánsson, Ragnar Már Jónsson; T: Stefán Hilmarsson                                                 | Meet Me Halfway M: Birgir Steinn Stefánsson, Ragnar Már Jónsson; T: Birgir Steinn Stefánsson, Ragnar Már Jónsson, Stefán Hilmarsson | Die Uhr tickt             | Triff mich auf dem halben Weg |
| Kid Isak                  | Ævintýri M: Þormóður Eiríksson, Kristinn Óli Haraldsson, Jóhannes Damian Patreksson; T: Þormóður Eiríksson, Kristinn Óli Haraldsson | – | Abenteuer                 | –                             |
| Matti Matt                | Dreyma M: Birgir Steinn Stefánsson, Ragnar Már Jónsson; T: Matthías Matthíasson                                                     | – | Traum                     | –                             |
| Nína                      | Ekkó M: Þórhallur Halldórsson, Sanna Martinez; T: Þórhallur Halldórsson, Einar Bárðarson                                            | Echo M: Þórhallur Halldórsson, Sanna Martinez; T: Þórhallur Halldórsson, Christoph Baer, Donal Ryan, Sanna Martinez                 | Echo                      | Echo                          |

## Halbfinale

### Erstes Halbfinale
Das erste Halbfinale (Undanúrslit 1) fand am 8. Februar 2020 um 19:30 Uhr (UTC) statt. Dort traten fünf Teilnehmer gegeneinander an. Die zwei Teilnehmer mit den meisten Stimmen qualifizierten sich für das Finale.
| 1. | 5 | DIMMA         | Almyrkvi M: DIMMA; T: Ingó Geirdal                                                                                                  | Isländisch | Finsternis     | 14.984 | 48,9 % |
| 2. | 4 | Ísold & Helga | Klukkan tifar M: Birgir Steinn Stefánsson, Ragnar Már Jónsson; T: Stefán Hilmarsson                                                 | Isländisch | Die Uhr tickt  | 06.654 | 21,7 % |
| 3. | 1 | Kid Isak      | Ævintýri M: Þormóður Eiríksson, Kristinn Óli Haraldsson, Jóhannes Damian Patreksson; T: Þormóður Eiríksson, Kristinn Óli Haraldsson | Isländisch | Abenteuer      | 03.651 | 11,9 % |
| 4. | 3 | Brynja Mary   | Augun þín M: Brynja Mary Sverrisdóttir, Lasse Qvist; T: Kristján Hreinsson                                                          | Isländisch | Deine Augen    | 03.374 | 11,0 % |
| 5. | 2 | Elísabet      | Elta þig M: Elísabet Ormslev, Zoe Ruth Erwin; T: Daði Freyr                                                                         | Isländisch | Dich verfolgen | 01.989 | 06,5 % |

 Kandidat hat sich für das Finale qualifiziert.

### Zweites Halbfinale
Das zweite Halbfinale (Undanúrslit 2) fand am 15. Februar 2020 um 19:30 Uhr (UTC) statt. Dort treten fünf Teilnehmer gegeneinander an. Die zwei Teilnehmer mit den meisten Stimmen qualifizieren sich für das Finale. Die Sängerin Nína erhielt eine Wildcard für das Finale und wird damit ebenfalls im Finale auftreten.
| 1. | 1 | Daði Freyr og Gagnamagnið | Gagnamagnið M/T: Daði Freyr                                                              | Isländisch             | Die Datenmenge     | 11.218 | 32,0 % |
| 2. | 3 | Iva                       | Oculis videre M/T: Íva Marín Adrichem, Richard Cameron                                   | Isländisch, Lateinisch | Augen können sehen | 10.924 | 31,2 % |
| 3. | 4 | Nína                      | Ekkó M: Þórhallur Halldórsson, Sanna Martinez; T: Þórhallur Halldórsson, Einar Bárðarson | Isländisch             | Echo               | 05.905 | 16,9 % |
| 4. | 5 | Matti Matt                | Dreyma M: Birgir Steinn Stefánsson, Ragnar Már Jónsson; T: Matthías Matthíasson          | Isländisch             | Traum              | 05.634 | 16,1 % |
| 5. | 5 | Hildur Vala               | Fellibylur M: Hildur Vala, Jón Ólafsson; T: Bragi Valdimar Skúlason                      | Isländisch             | Hurrikan           | 01.336 | 03,8 % |

 Kandidat hat sich für das Finale qualifiziert.
 Kandidat erhielt eine Wildcard für das Finale.

## Finale

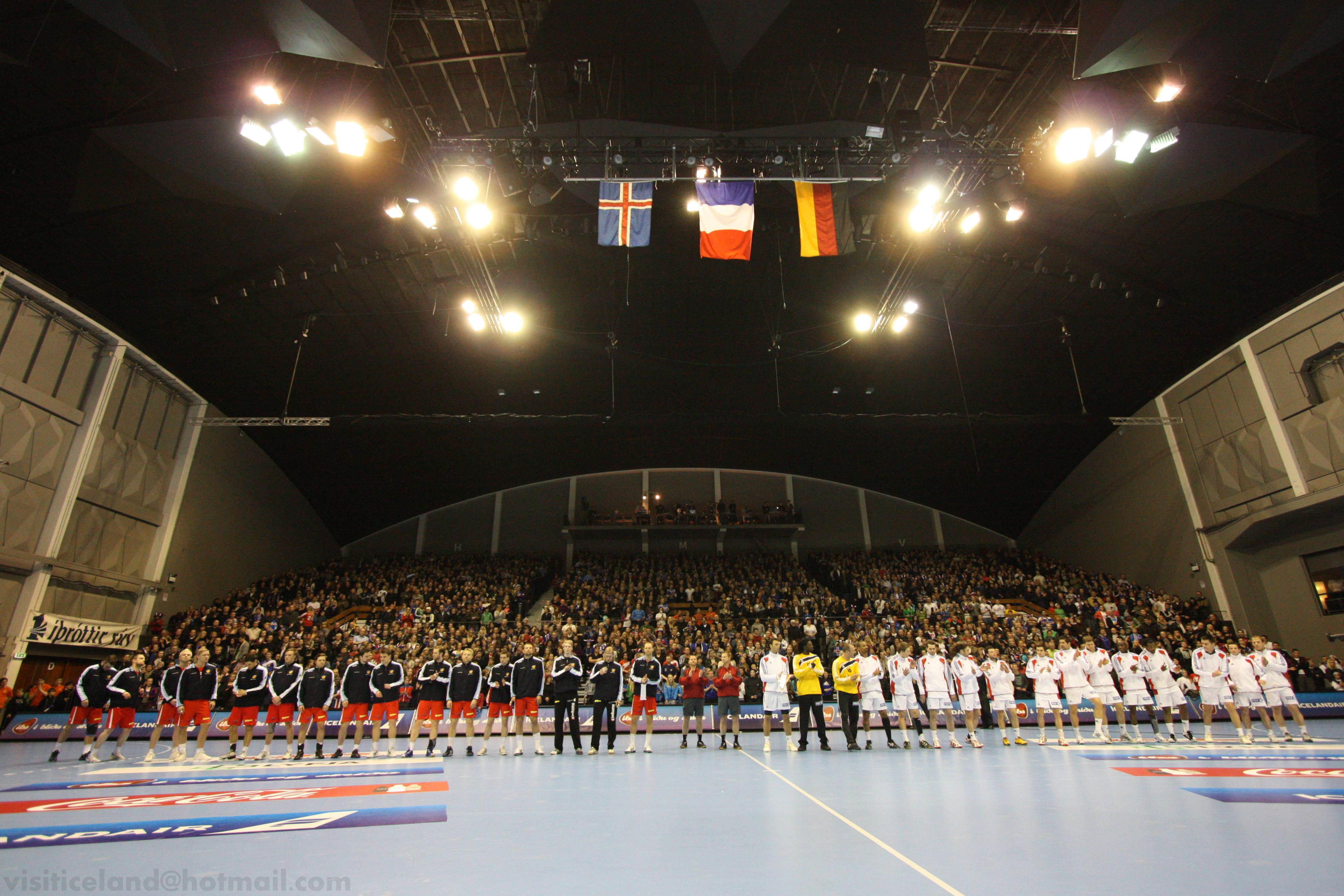
Laugardalshöllin

Das Finale (Úrslit) fand am 29. Februar 2020 um 19:30 Uhr (UTC) in der Laugardalshöllin in Reykjavík, die für bis zu 5.500 Zuschauern Platz bietet, statt. Im Finale traten insgesamt fünf Interpreten an. DIMMA und Iva trugen ihre Lieder auf Isländisch vor, die restlichen Teilnehmer in englischer Sprache.
| Platz | Startnr. | Interpret                 | Lied Musik (M) und Text (T) | Sprache                | Übersetzung (Inoffiziell) | Stimmen | Stimmen   | Stimmen |
| Platz | Startnr. | Interpret                 | Lied Musik (M) und Text (T) | Sprache                | Übersetzung (Inoffiziell) | Jury    | Zuschauer | Gesamt  |
| ----- | -------- | ------------------------- | --- | ---------------------- | ------------------------- | ------- | --------- | ------- |
| 1.    | 2        | Daði Freyr og Gagnamagnið | Think About Things M/T: Daði Freyr                                                                                                  | Englisch               | Über Dinge denken         | 24.289  | 36.035    | 60.324  |
| 2.    | 5        | DIMMA                     | Almyrkvi M: DIMMA; T: Ingó Geirdal                                                                                                  | Isländisch             | Finsternis                | 14.867  | 22.848    | 37.715  |
| 3.    | 4        | Iva                       | Oculis videre M/T: Íva Marín Adrichem, Richard Cameron                                                                              | Isländisch, Lateinisch | Augen können sehen        | 18.426  | 19.072    | 37.498  |
| 4.    | 1        | Ísold & Helga             | Meet Me Halfway M: Birgir Steinn Stefánsson, Ragnar Már Jónsson; T: Birgir Steinn Stefánsson, Ragnar Már Jónsson, Stefán Hilmarsson | Englisch               | Die Uhr tickt             | 17.170  | 05.568    | 22.738  |
| 5.    | 3        | Nína                      | Echo M: Þórhallur Halldórsson, Sanna Martinez; T: Þórhallur Halldórsson, Christoph Baer, Donal Ryan, Sanna Martinez                 | Englisch               | Echo                      | 15.286  | 06.515    | 21.801  |

### Juryvoting
| 1 | Meet Me Halfway    | 2.512 | 2.093 | 1.466 | 1.676 | 1.676 | 1.676 | 1.466 | 1.256 | 1.676 | 1.676 | 17.170 |
| 2 | Think About Things | 2.093 | 2.512 | 2.512 | 2.512 | 2.512 | 2.512 | 2.093 | 2.512 | 2.512 | 2.512 | 24.289 |
| 3 | Echo               | 1.676 | 1.256 | 1.256 | 1.466 | 1.466 | 1.256 | 1.256 | 2.093 | 1.466 | 2.093 | 15.286 |
| 4 | Oculis Videre      | 1.466 | 1.676 | 2.093 | 2.093 | 2.093 | 2.093 | 2.512 | 1.676 | 1.256 | 1.466 | 18.426 |
| 5 | Almyrkvi           | 1.256 | 1.466 | 1.676 | 1.256 | 1.256 | 1.466 | 1.676 | 1.466 | 2.093 | 1.256 | 14.867 |
| Jury-Punktesprecher |                    |       |       |       |       |       |       |       |       |       |       |        |
| - – Kleart Duraj - – Christina Schilling - – Eirini Giannara - – Klemens Nikulásson Hannigan - – Regína Ósk Óskarsdóttir - – Unnsteinn Manuel Stefánsson - – Audrius Giržadas - – Alexandra Rotan - – Ana María Bordas - – Edward af Sillén |                    |       |       |       |       |       |       |       |       |       |       |        |

### Superfinale
| Platz | Interpret                 | Lied Musik (M) und Text (T)        | Zuschauerstimmen (Televoting & SMS) | Zuschauerstimmen (Televoting & SMS) | Zuschauerstimmen (Televoting & SMS) | Zuschauerstimmen (Televoting & SMS) |
| Platz | Interpret                 | Lied Musik (M) und Text (T)        | Erste Runde                         | Zweite Runde                        | Gesamt                              | %                                   |
| ----- | ------------------------- | ---------------------------------- | ----------------------------------- | ----------------------------------- | ----------------------------------- | ----------------------------------- |
| 1.    | Daði Freyr og Gagnamagnið | Think About Things M/T: Daði Freyr | 60.324                              | 58.319                              | 118.643                             | 59,7 %                              |
| 2.    | DIMMA                     | Almyrkvi M: DIMMA; T: Ingó Geirdal | 37.715                              | 42.468                              | 080.183                             | 40,3 %                              |

## Quoten
Die beiden Halbfinals und das Finale waren die in der jeweiligen Ausstrahlungswoche meistgesehenen Sendungen. Das Finale verzeichnete mit 141.000 Zuschauern die meisten Zuschauer von allen drei Sendungen des Söngvakeppnins 2020.
| Sendung            | Datum                 | Zuschauer  | Marktanteil |
| ------------------ | --------------------- | ---------- | ----------- |
| Erstes Halbfinale  | Sa., 8. Februar 2020  | 0,108 Mio. | 42,8 %      |
| Zweites Halbfinale | Sa., 15. Februar 2020 | 0,105 Mio. | 41,5 %      |
| Finale             | Sa., 29. Februar 2020 | 0,141 Mio. | 55,7 %      |